# Центриола
Центриолата е цилиндричен клетъчен органел, срещан в повечето животински еукариотни клетки. Той липсва като клетъчна структура в клетки на висшите растения и гъбите. Стените на всяка центриола обикновено са съставени от девет тройки микротубули. Отклонения от тази структура се наблюдава при зародишния стадий на плодовата мушица Дрозофила, където центриолите са съставени от девет двойки микротубули и при спермалните клетки на кръглият червей Caenorhabditis elegans. Свързана двойка центриоли подредени перпендикулярно съставляват клетъчната структура центрозома. Този клетъчен органел допринася за деленето на клетката.
Центриолите са две на брой и се разполагат под ъгъл от 900 една спрямо друга в близост до клетъчното ядро, но могат и да са изтеглени до клетъчната мембрана.

## Функции на центриолите
Заедно с микронишките и микротръбичките участва в деленето на клетката

### Клетъчно делене
Центриолите са свързани с образуването на делителното вретено и с извършването на цитокенезата. В миналото се е смятало, че те са необходими за изграждането на делителното вретено в животинските клетки, но последните изследвания обаче показват, че в клетки чийто центриоли са премахнато посредством лазер също се осъществява митотично делене. Освен това мутирали мушици без тези органели могат да се развият почти нормално, въпреки че в клетките на възрастните представители липсват флагелуми и реснички, органели за чието формиране е необходимо наличието на центриоли. Такива клетки обикновено се провалят при изпълнението на същинско асиметрично клетъчно делене, защото астралните микротубули на центриолите са необходими за правилното позициониране на вретеното в клетката.

### Клетъчна организация
Центриолите са важна част от центрозомите, които игрят важна роля в организацията на микротубулите в цитоплазмата.
Позицията на центриолите определя позицията на ядрото и играе жизненоважна роля в пространственото разположение на органелите в клетката.

### Двигателни органели
Разположението на ресничките и флагелумите в дъщерните клетки се определя от центриолата на майчината клетка, която се превръща в базално тяло (наричано още кинетозома). Невъзможността на дадени клетки да образуват действащи двигателни органели се свързва с голям брой генетични заболявания. В частност невъзможността на центриолата да участва в образуването на двигателни органели в дъщерните клетки напоследък се свързва със заболяването синдром на Мекел.